# Lido di Venezia
Il Lido di Venezia (Lido de Venèsia in dialetto locale, spesso indicato solamente come Lido) è una sottile isola che si allunga per circa 12 km tra la laguna di Venezia e il mare Adriatico, delimitata dai porti di San Nicolò e Malamocco e collegata alla città e alla terraferma solamente mediante vaporetti di linea e motozattere per il trasporto di veicoli.
Lunga circa 12,2 km e larga da un minimo di 196 m a un massimo di 1,7 km, è una delle poche isole della laguna su cui sono presenti strade carrozzabili; è presente anche un piccolo aeroporto turistico. Con la vicina isola di Pellestrina costituisce una municipalità del Comune di Venezia. Il toponimo Lido si riferisce, nello specifico, al centro abitato principale (San Nicolò), situato nella parte settentrionale dell'isola in prossimità dell'aeroporto Nicelli-Lido e distinto dalle altre località dell'isola, come Malamocco e gli Alberoni.

## Storia

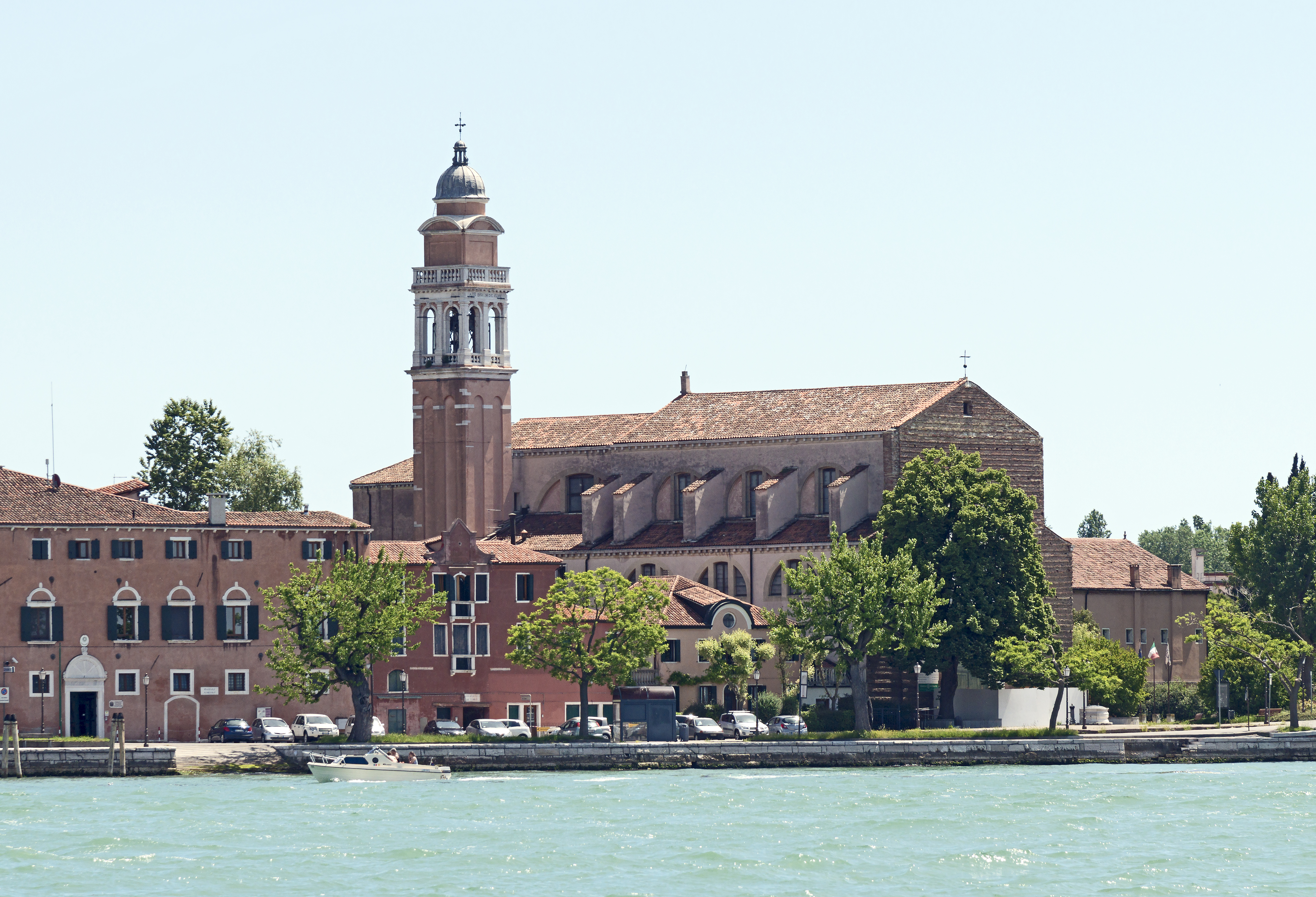
Chiesa di San Nicolò

Durante l'epoca romana, un nucleo abitato si trovava nel borgo di Malamocco che operava come porto della vicina città romana di Patavium (Padova) alla foce del Medoacus Maior. In antico noto come Lido Bovense o di San Nicolò (ma anche Lido di Olivolo o di Rialto o semplicemente, Lio), risultava limitato, a sud, dal porto di Malamocco, poi interrato (ora lo stesso nome è dato al porto degli Alberoni).
Dai tempi più antichi, nella parte settentrionale dell'isola sorge l'abbazia benedettina della chiesa di San Nicolò che divide assieme a Bari le reliquie di san Nicola. Durante l'epoca delle Crociate il Lido è stato luogo di assembramento e accampamento dei crociati prima della loro partenza. Non lontano dalla chiesa, un piccolo appezzamento era assegnato sin dal 1389 dalla Repubblica di Venezia alla sepoltura degli ebrei; il cimitero, di notevole interesse, è oggi restaurato e reso visitabile. Mentre Malamocco fu uno dei centri principali della Laguna fino al XII secolo, la parte settentrionale non fu mai molto abitata. Solo nel Seicento si vide lo sviluppo di un abitato attorno alla nuova chiesa di Santa Maria Elisabetta, dedicata alla Visitazione della Beata Vergine Maria, mentre nel 1744 vengono edificati i murazzi per difendere il litorale dall'erosione del mare.

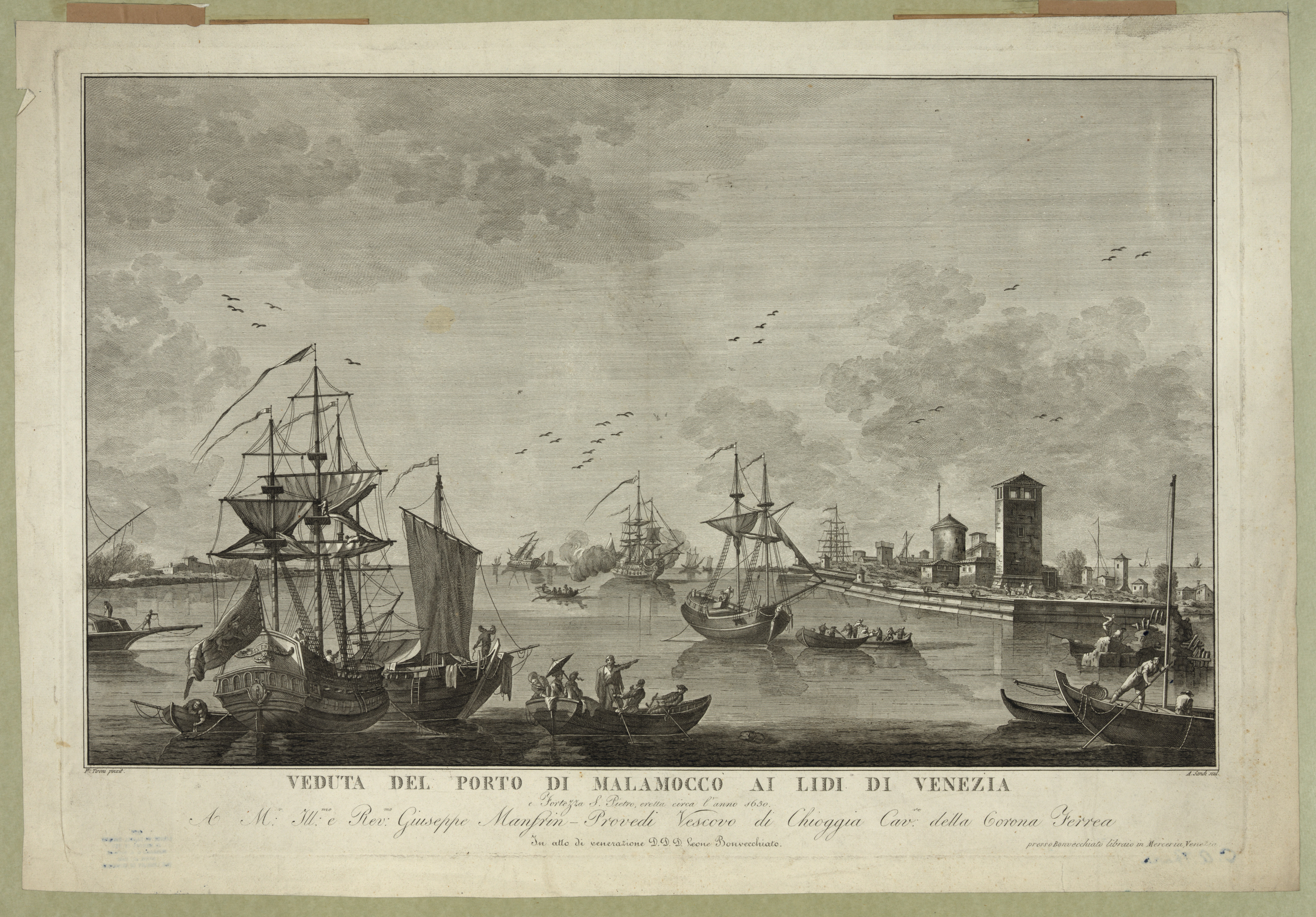
Veduta del porto di Malamocco e forte di San Pietro tra il 1780 e il 1820. Incisione di Antonio Sandi da un disegno di Francesco Tironi

Il Lido di Venezia è oggetto del sistema difensivo della laguna di Venezia con la costruzione di diversi forti militari. Nel XII secolo viene edificato il forte di San Nicolò dove vi era la caserma dei Fanti da Mar, una delle più antiche fanteria di marina della storia. Per secoli l'isola viene usata per esercitazioni militari e come luogo di controllo per le probabili minacce provenienti dal mare. Nel 1202 è il luogo di imbarco per la quarta crociata che non raggiunse mai la Terra santa, bensì la città di Costantinopoli che divenne capitale dell'impero latino. Nel 1591 venne modificato in forte permanente il Forte di San Nicolò

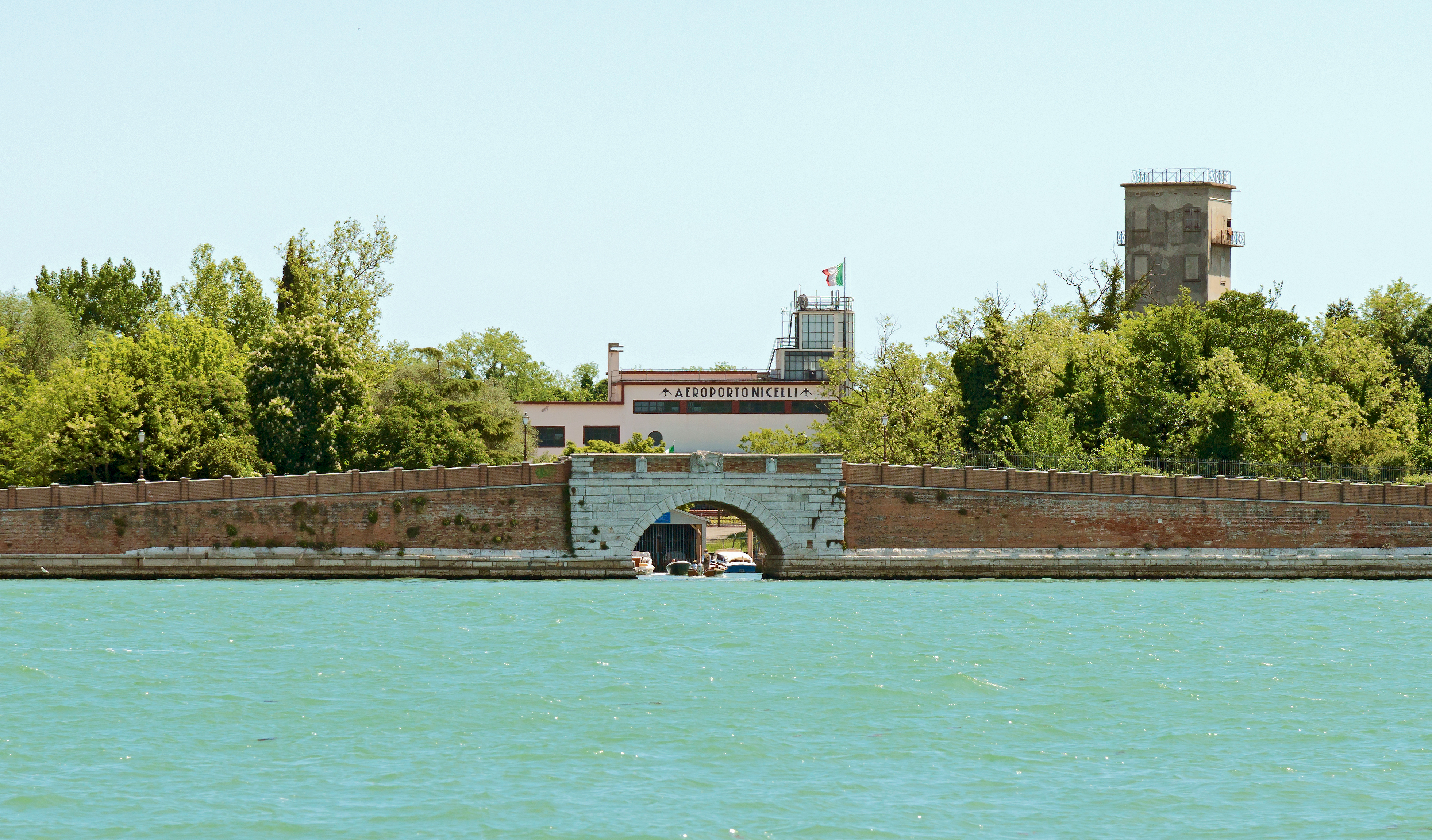
Forte San Nicolò

Nel 1700 venne edificato il forte degli Alberoni circondato originariamente da un fossato. Nel 1838 sotto il dominio austriaco fu costruito il forte delle Quattro Fontane che venne demolito nel 1936 per far posto al Palazzo del Casinò, sede estiva del Casinò di Venezia fino alla fine degli anni novanta del XX sec. Nel 1847 venne costruito anche il forte di Malamocco demolito successivamente nel 1924 per far posto ad un sanatorio.
Fino a circa metà Ottocento l'isola era un'area campestre coltivata ad orti. Anche per questo fu molto apprezzata da poeti e scrittori, che la scelsero come meta o residenza: tra essi si ricordano Johann Wolfgang von Goethe, George Gordon Byron e Thomas Mann. 
Fu al Lido che Goethe vide per la prima volta il mare:
A fine '800 il Lido di Venezia si affermò come meta balneare più ambita di Italia ed una delle più ricercate al mondo per aristocratici e di conseguenza iniziò la costruzione di grandi alberghi come l'Hotel des Bains (1900) e l'Hotel Excelsior (1908). Nel 1872 nasce la Società Civile Bagni Lido e nasce un sistema di collegamento di vaporetti tra la stazione ferroviaria di Venezia Santa Lucia ed il Lido. Dall'approdo del battello una rete tramviaria a cavalli portava gli ospiti allo Stabilimento Bagni.

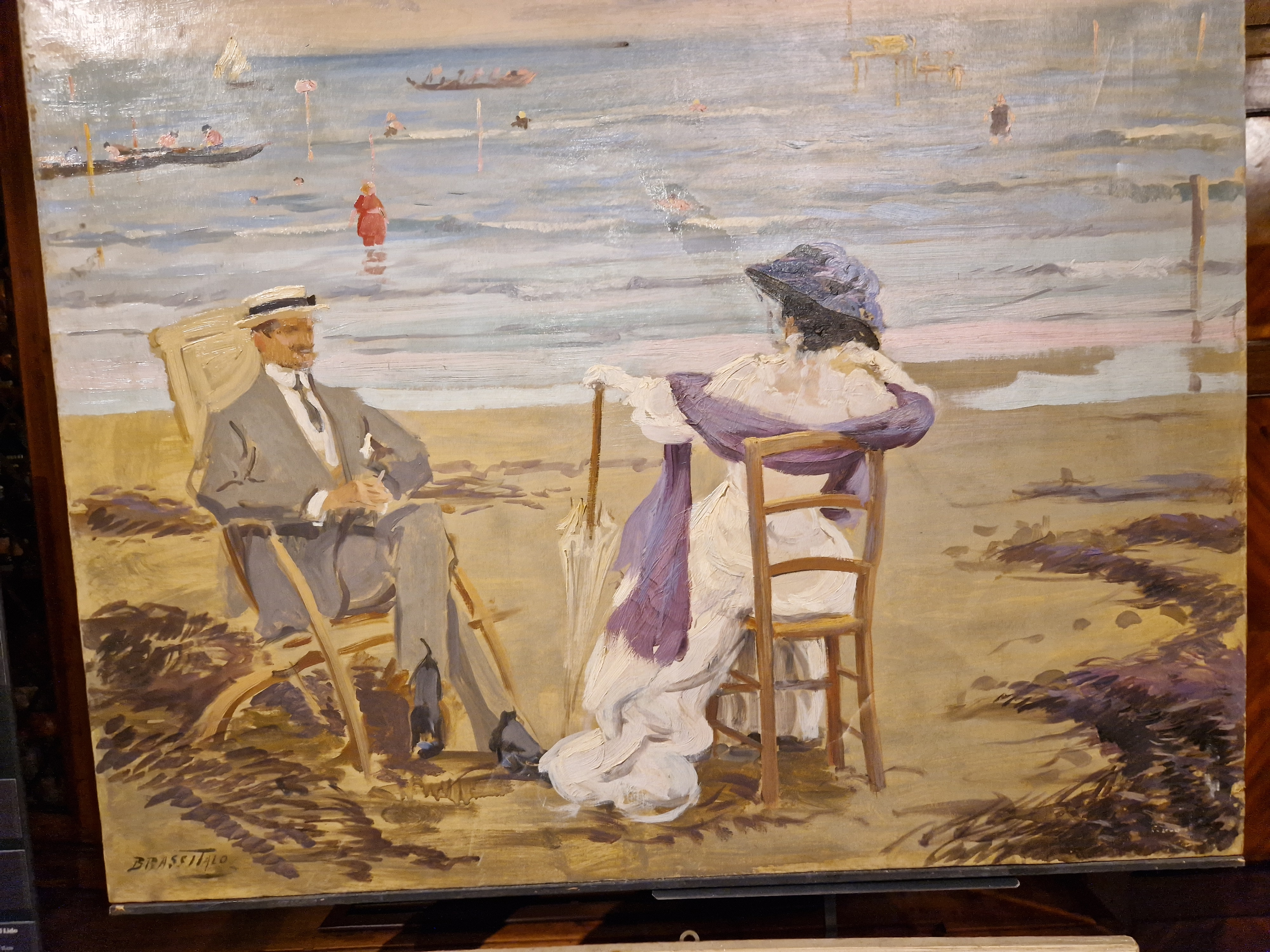
Signori sulla spiaggia del Lido nel 1900. Italico Brass, Conversazione sulla spiaggia, olio su tela, 73x92 cm, collezione privata.

Il Lido si era trasformato in un enorme affare economico. Nel 1883, con regio decreto n. 1178 del 18 gennaio, il comune di Malamocco da cui dipendeva l'intera isola, venne annesso al Comune di Venezia, nonostante l'opposizione dell'ultimo sindaco Orsmida Rosada (1827–1910). Al momento della sua annessione a Venezia, il Lido, eccettuata la fascia centrale in cui erano concentrate le attività alberghiere e balneari si trovava in una situazione di abbandono ed era ancora scarsamente abitato: al censimento del 1881 si contavano 1 984 residenti, concentrati soprattutto nel borgo di Malamocco (1 180 persone).
Al cambio di secolo, l'azione dei privati improntata allo sfruttamento turistico delle risorse dell'isola riceve l'appoggio della giunta del sindaco Filippo Grimani e soprattutto dell'assessore Ettore Sorger, che puntano a trasformare il Lido in una stazione balneare di livello internazionale.
Durante il periodo della Belle Époque il jet set internazionale dell'aristocrazia e ricca borghesia europea e d'oltre oceano affollano i grandi alberghi dell'isola per poter usufruire delle spiagge. Nel 1925 viene costruito il Lion's Bar che verrà utilizzato per 10 edizioni delle mostre della Fondazione Bevilacqua La Masa.

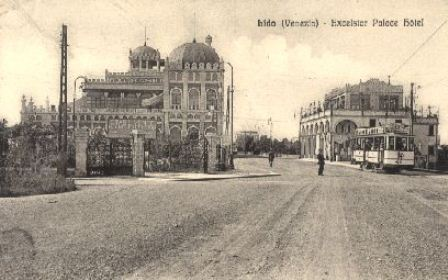
Il tram davanti all'Hotel Excelsior, tra il 1914 e il 1925

Furono realizzate anche molte ville in stile Liberty come villa Romanelli, villa Monplaisir i villini Papadopoli e molti altri. L'architetto Giovanni Sardi fu uno dei più attivi in quest'opera di urbanizzazione di lusso insieme all'imprenditore Nicolò Spada. Tra gli altri principali progettisti e imprenditori Attilio Perez (che costruì una decina di ville Liberty), gli ingegneri Giovanni Battista Sicher (circa 1885–1957), Nicolò Piamonte, Max Ongaro e Rubens Corrado, gli architetti Domenico Rupolo (1861-1945) e Ambrogio Narduzzi (1870-1946), ed altri.
Dal 1814 il Duca di Brunswick veniva qua in vacanza e vi aveva anche comprato un pezzo di terreno. Dal 1879 la regina Margherita di Savoia portava in vacanza il futuro Re d'Italia Vittorio Emanuele III di Savoia ai bagni dell'allora esistente stabilimento Favorita che aveva allestito appositamente uno chalet reale. Lo stabilimento Favorita fu creato nel 1857 da uno dei primi imprenditori, Giovanni Busetto detto "Fisola" originario di Pellestrina.
Fu proprio al Lido che venne costituita la Compagnia Italiana Grandi Alberghi che sostituì di fatto la Società Bagni Lido che era stata artefice della trasformazione della rete tranviaria del Lido di Venezia. Tra il 1913 e il 1916 Luigi Fabris realizzò la facciata in maiolica del Grand Hotel Ausonia & Hungaria, giudicata una delle più importanti testimonianze dello stile liberty in Europa. Il Lido viene ribattezzato con il nome di "Isola d'oro".
Quando si incominciò la costruzione della rete fognaria l'ing. Nicolò Spada studiò il modo di incanalare le acque nere di detrito verso la Laguna di modo che tutto lo specchio acqueo di mare prospiciente il Lido fosse immune dall'inquinamento domestico. Il Lido è ancora oggi l'unica spiaggia d'Europa ad avere tale struttura. L'eleganza e la bellezza delle proprie spiagge sono servite come fonte di ispirazione al nome del cabaret parigino Lido.
Nel 1926 viene istituita la Coppa Lord Byron, una gara di nuoto con partenza dalla stazione Venezia Santa Lucia lungo il Canal Grande ed arrivo al piazzale Santa Maria Elisabetta al Lido. Durante una gara di pattinaggio sulla terrazza dell'Hotel Excelsior vi prese parte anche il Duca degli Abruzzi. Dal 1929 si susseguivano le gare di motonautica su diversi circuiti. Nel 1933 viene inaugurato l'Ospedale al Mare, un complesso di 55 000 metri quadrati con all'interno una chiesa, un teatro, scuola, spiaggia e successivamente una piscina. Tale ospedale era il fiore all'occhiello del regime che ne trasmetteva il successo nei filmati dell'Istituto Luce. Nel dopoguerra con il passare degli anni tale ospedale ha perso di importanza e nel 2006 è stato definitivamente chiuso.

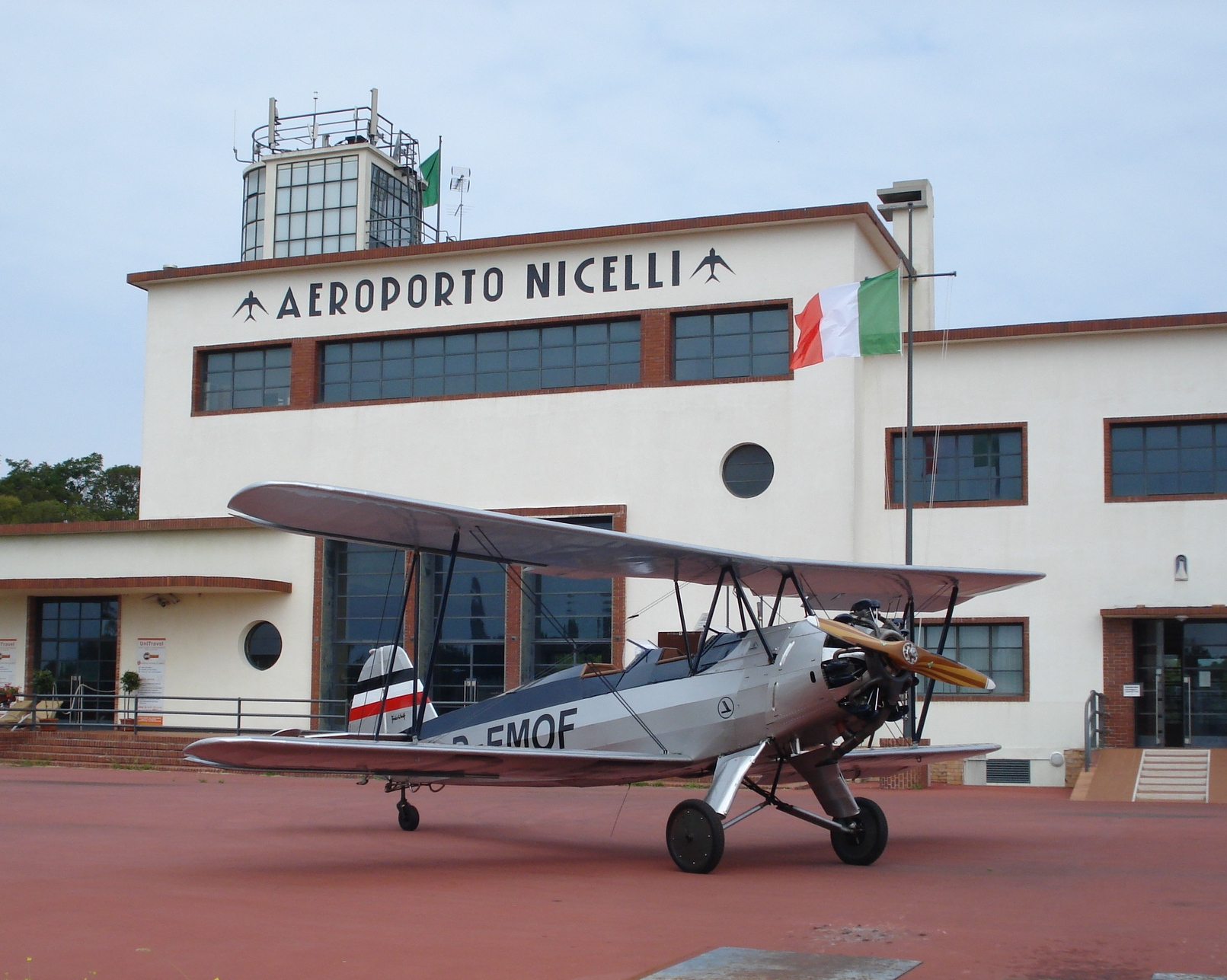
Aeroporto Nicelli

Nel 1934 Adolf Hitler atterrò all'Aeroporto di Venezia-Lido "Giovanni Nicelli" per il primo incontro con Benito Mussolini. Durante il loro incontro si recarono al Golf Club Venezia agli Alberoni. Durante l'occupazione tedesca della seconda guerra mondiale vennero costruiti 32 bunker (Regelbau) per contrastare una possibile invasione alleata dal mare. Alcune di queste fortificazioni sono collegate da tunnel sotterranei.
Nel 1957, dopo aver divorziato da Athina, Aristotele Onassis incontrò per la prima volta Maria Callas durante una colazione a base di pesci fritti e champagne tenutasi sulla spiaggia del Lido di Venezia. Fu l'inizio di una lunga e travagliata storia d'amore.
In conseguenza della straordinaria mareggiata del 1966, si provvide al ripascimento della spiaggia con sabbie da riporto e le capanne vennero completamente ricostruite. Comparvero per la prima volta anche le capanne chiamate "tucul".

## Descrizione

### La spiaggia

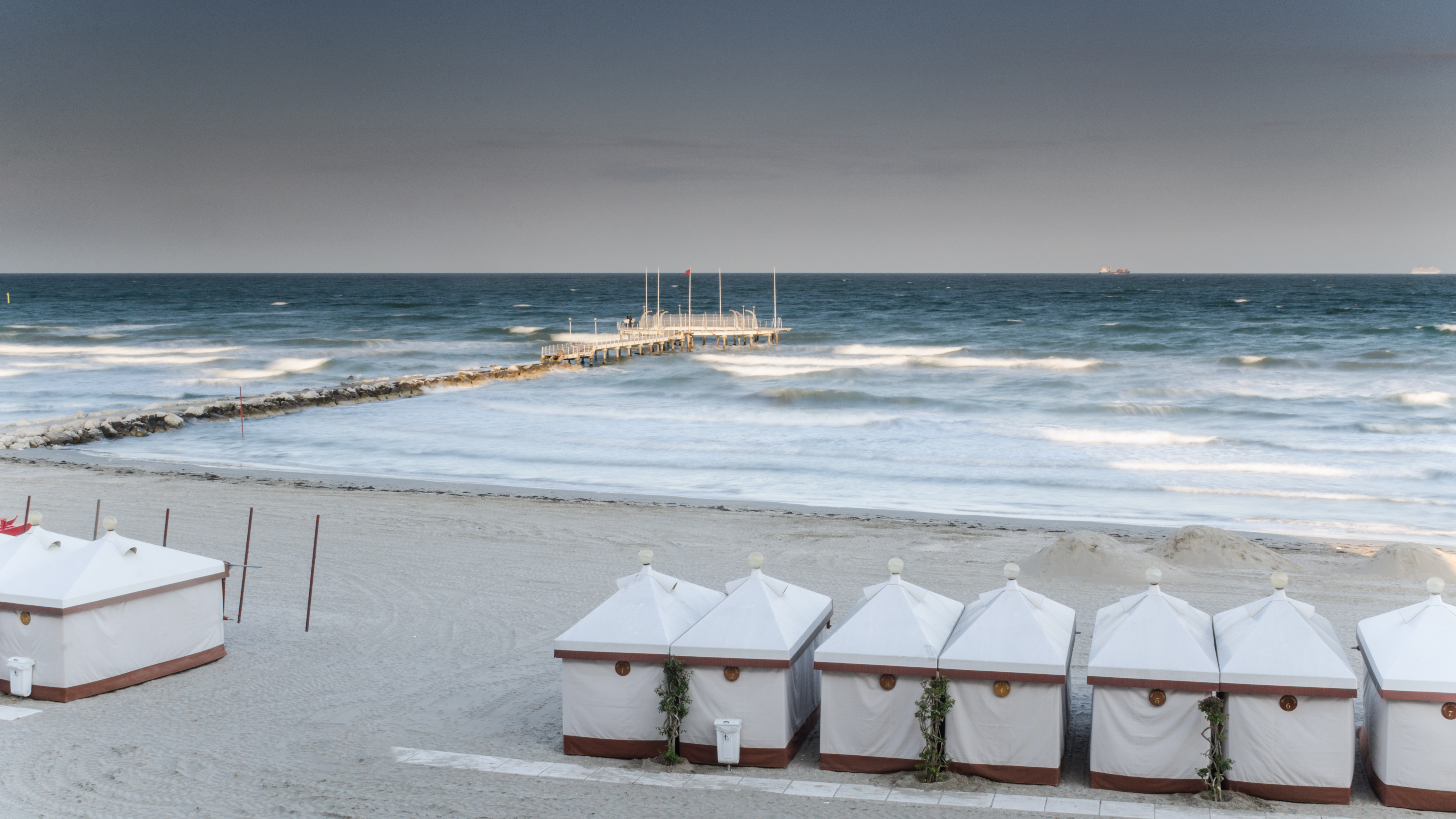
Spiaggia del Lido di Venezia con capanne

La spiaggia del Lido deve la sua fama alle dune naturali di sabbia fine e dorata ed all'acqua pulita e ferma, resa tale dalla protezione delle due grandi dighe foranee di S. Nicolò (a nord) e degli Alberoni (a sud) e dalle numerose altre dighe minori, che partono dalla riva di fronte ad ogni stabilimento balneare, dette pennelli.
Alle due estremità si allungano appunto nel mare le due grandi dighe summenzionate, le quali limitano i canali d'ingresso alla laguna per i trasporti marittimi che si dirigono al porto di Venezia.
Le opportunità offerte dal Lido sono varie, dagli arenili liberi di S. Nicolò e degli Alberoni, caratterizzati dall'habitat faunistico naturale delle antiche dune sabbiose, fino agli scogli dei murazzi e agli stabilimenti balneari della parte centrale dell'isola, caratterizzati dalle tipiche capanne, grandi cabine con la veranda e la tenda aggiunte alla struttura chiusa, che portano i colori caratteristici dello stabilimento a cui appartengono. Folta la presenza di conchiglie di diversi generi sull'arenile.
Il primo stabilimento risale al lontano 1857: era il "Grande stabilimento balneario eretto sull'Onda viva del Mare". La parte centrale dell'isola cominciò ad animarsi di visitatori, che si fecero sempre più numerosi. Al giorno d'oggi la spiaggia è frequentata prevalentemente dai veneziani.

## Geografia antropica

### Centri abitati
Gli abitati dell'isola (amministrativamente tutti quartieri del comune di Venezia), sono, da nord a sud:
- Lido, 15 719 ab.
- Malamocco, 1 134 ab.
- Alberoni, 977 ab. (porto di partenza/arrivo del ferry-boat per la vicina isola di Pellestrina e per la città di Chioggia)

## Infrastrutture e trasporti

### Mobilità urbana
Dal 1900 al 1940 al Lido fu attiva una rete tranviaria, elettrificata nel 1907 quando venne presa in gestione a cura della Compagnia Italiana Grandi Alberghi. Dal 1941 al 1966 la funzione della tranvia fu svolta da una rete filoviaria, gestita dalla Azienda Comunale Navigazione Interna Lagunare (ACNIL). È attivo a tutt'oggi un servizio di trasporto pubblico con cinque linee di autobus Actv.

## Monumenti e luoghi d'interesse

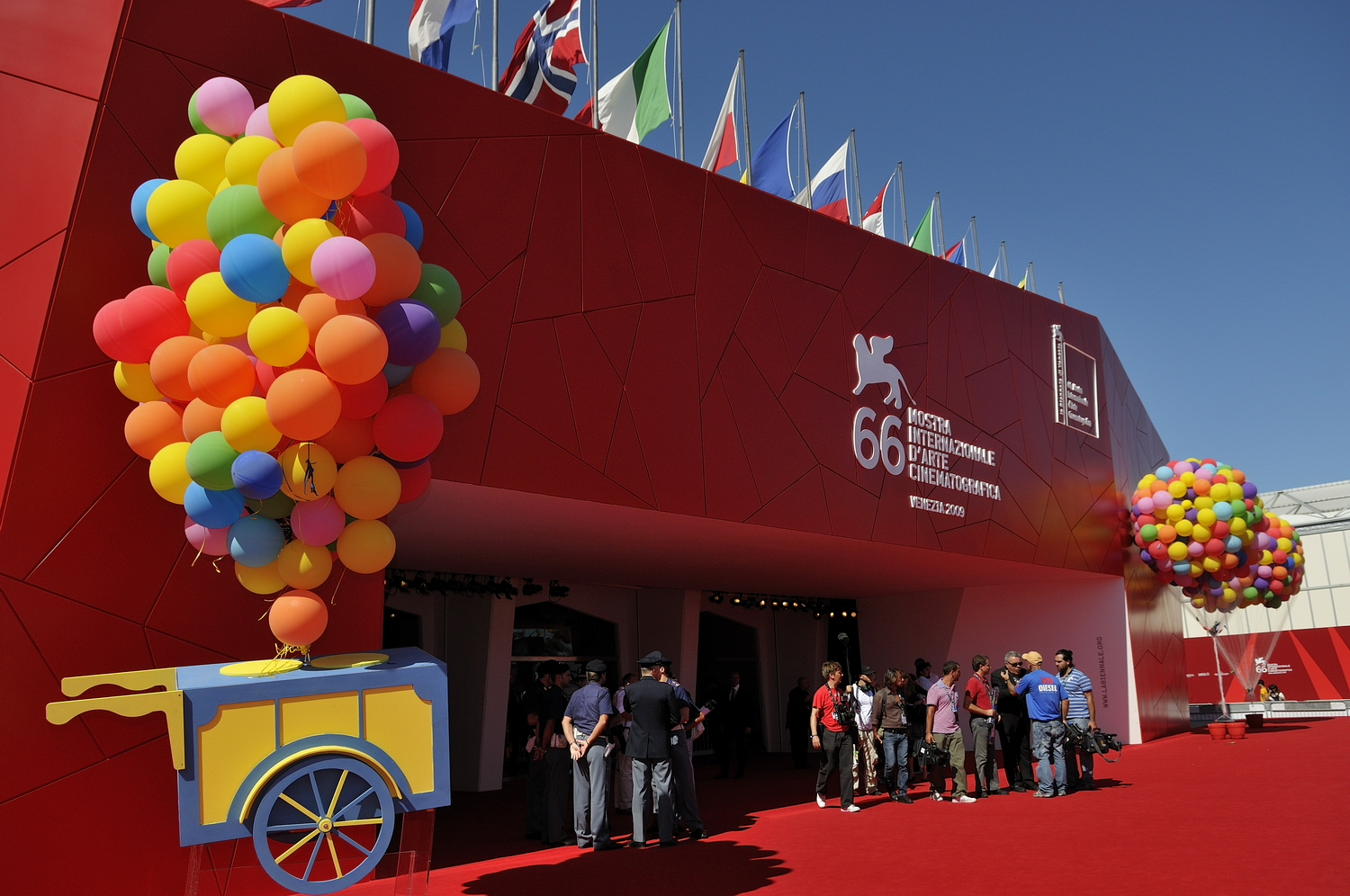
Il Palazzo del Cinema di Venezia durante la 66ª Mostra internazionale d'arte cinematografica di Venezia

Il litorale dell'isola è caratterizzato dai settecenteschi murazzi, opera di difesa dal mare, che si estendono dagli Alberoni fino quasi al piazzale del Casinò. Qui sorgeva un tempo il vecchio forte austriaco delle Quattro Fontane (prima metà XIX secolo), ma dagli anni trenta esso è stato sostituito da costruzioni moderne, come il Casinò, e il Palazzo del Cinema, sede della Mostra del Cinema.
Verso il centro dell'isola, l'architettura si fa ricca di edifici in stile liberty e di parchi verdi. Via di comunicazione principale è il Gran Viale Santa Maria Elisabetta, la larga strada alberata che percorre perpendicolarmente l'isola dalla laguna al mare. Nella zona si intersecano alcuni canali, in effetti suddividendo il Lido in sub-isole, similmente ad altre località della laguna. L'antico centro di Santa Maria Elisabetta si affaccia sulla laguna e conserva parecchi edifici di fine Ottocento, oltre all'omonima chiesa, fondata nel XVI secolo e ampliata nel 1627. In questa località, fiancheggiando la laguna si incontra il Tempio votivo, eretto dopo la prima guerra mondiale in memoria dei caduti e dove riposano le spoglie di Nazario Sauro, Giovanni Grion e alcuni dei defunti del Massacro di Treglia nell'ex Jugoslavia.
Percorrendo verso nord la riviera San Nicolò, fiancheggiata da edifici liberty, si raggiunge la località San Nicolò, dove si trovano la più grande fortificazione dell'isola (il Ridotto del Lido) e l'antica chiesa di San Nicolò o 
san Nicoletto, fondata nel 1044 e ricostruita nel Seicento. All'interno vi sono delle opere di Palma il Vecchio (Madonna con il Putto) e di Palma il Giovane (San Giovannino). Il giorno dell'Ascensione, è qui che la Serenissima celebrava lo Sposalizio del Mare, cerimonia che ancora oggi si ripete annualmente nel mese di maggio durante la festa della "Sensa" o Ascensione. 

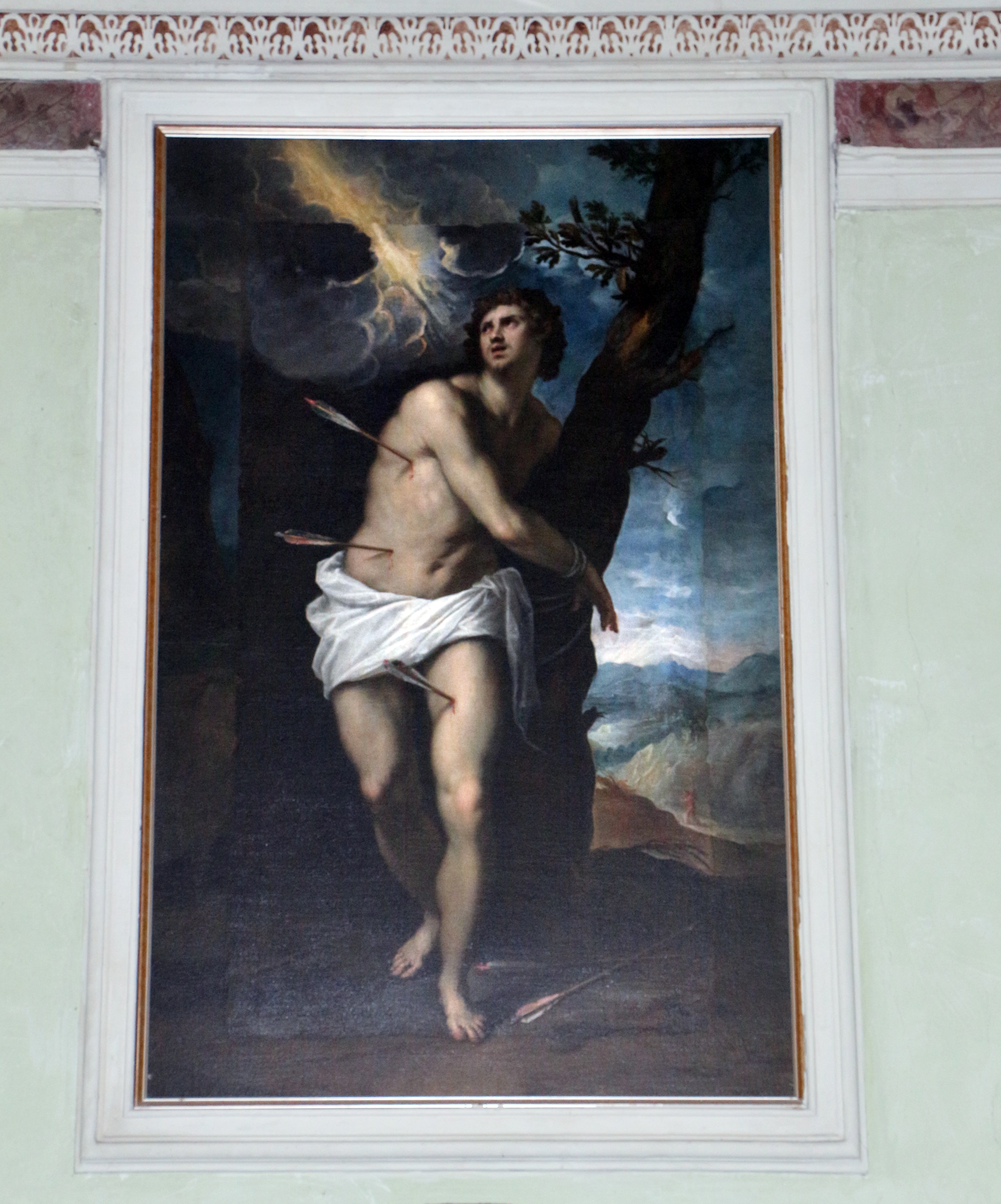
Palma il giovane, San Sebastiano, 1623

All'interno del monastero di San Nicolò attiguo alla ex caserma Guglielmo Pepe vi è la sede del Master Europeo in diritti umani.

Dal lato del mare, un lungo viale costeggia la spiaggia, fiancheggiato da pini marittimi. Il lungomare si estende dalla zona di quello che era Ospedale al Mare fino a San Nicolò e, nella direzione opposta, conduce sino all'inizio dei murazzi. Nel borgo di Malamocco la chiesa di Santa Maria Assunta costruita nel XV secolo con opere di Giulia Lama, Giuseppe Torretto e Girolamo Forabosco. Nel lungomare area conosciuta come ex Luna Park vi è il planetario di Venezia gestito dall'Associazione astrofili veneziani.
In zona Alberoni si trova l'ospedale San Camillo specializzato in neuroriabilitazione, vi è anche un reparto per la cura delle turbe neuropsicologiche acquisite (URNA). Nella stessa area si trova la casa di riposo Stella Maris. Sempre in zona Alberoni si trova il centro estivo del Comune di Venezia "Francesco Morosini" rivolto soprattutto a bambini e anziani. Alla fine dell'isola si trova l'Oasi WWF delle Dune degli Alberoni.

## Cultura

### Film e televisione
L'isola del Lido è stata teatro di numerosi film e programmi televisivi, tra cui:
- Morte a Venezia, di Luchino Visconti (1971)[27]
- Moonraker - Operazione spazio di Lewis Gilbert (1979)[28]
- Marco Polo, miniserie televisiva di Giuliano Montaldo (1982)
- Il paziente inglese, di Anthony Minghella (1996)[29]
- C'era una volta in America, di Sergio Leone (1984)[30]
- The New Pope, serie televisiva di Paolo Sorrentino (2019)[31]

## Sport

### Calcio
L'attività sportiva svolta maggiormente al Lido è quella del calcio.
L'A.S.D. Lido di Venezia Calcio, che milita nel girone N di Seconda Categoria, si occupa del settore giovanile per l'area del veneziano e vanta collaborazioni con le più importanti realtà regionali. Fu fondata nel 1999. L'A.S.D. Venezia Nettuno Lido milita in prima categoria e collabora con il Venezia Football Club
L'A.C.D.F. Nettuno Venezia Lido compagine femminile nella stagione 2010/2011 ha disputato il campionato di serie C, giungendo seconda nel suo girone e venendo ammessa nella successiva stagione 2011/2012 al campionato nazionale serie A2, dovendo però retrocedere a fine stagione nuovamente in serie C. Nel 2012/2013 la serie C regionale è trasformata in interregionale e il Net.Uno vince il girone e conquista il ritorno in A2, che dalla stagione 2013/2014 prende il nome di B Nazionale. Nel campionato 2018/2018 milita in serie C.
Sull'isola vi sono anche due squadre di calcio amatoriale e la Scuola Calcio Paolo Poggi.

### Ciclismo
Giro d'Italia
Il Lido di Venezia è stata ufficialmente sede della cosiddetta "Grande Partenza" del Giro d'Italia nell'edizione del 2009, con il via della corsa dato il 9 maggio dal lungomare D'Annunzio per effettuare un cronometro a squadre tra le strade della frazione, che ebbe la vittoria della statunitense Team Columbia-High Road. Tuttavia, anche nell'edizione del 1997 la frazione del Comune di Venezia fu teatro della partenza del Giro d'Italia, con il via della corsa dato il 17 maggio dal lungomare Marconi con un circuito vinto da Mario Cipollini, ma l'organizzazione indicò genericamente la partenza del Giro da "Venezia". L'evento del 2009 rimane quindi l'unico in cui la città è stata sede di tappa (con il proprio nome) della "Corsa Rosa", con una partenza e un arrivo.

### Pallacanestro
Nelle varie palestre del Lido di Venezia si svolgono attività di pallacanestro; due sono le principali società: la Virtus Lido, fondata nel 1965, e la Venezia Basket Club. La Virtus Lido ingloba nel 1993 la storica società Pallacanestro Lido che sfiorò la promozione in serie B (attuale serie A2 di pallacanestro) nel 1976. Dal 2009 la Pallacanestro Lido organizza il Venice Basket Camp un campo internazionale estivo con corso di specializzazione per giovani giocatori.

### Canottaggio-Voga
La voga veneta viene praticata dalla Voga Veneta Lido, il Club Nautico San Marco alle Terre Perse e la Canottieri Diadora creata a Zara nel 1898 a Ca' Bianca. La Canottieri Diadora inoltre pratica il canottaggio, Voga Veneta, canoa e kayak.

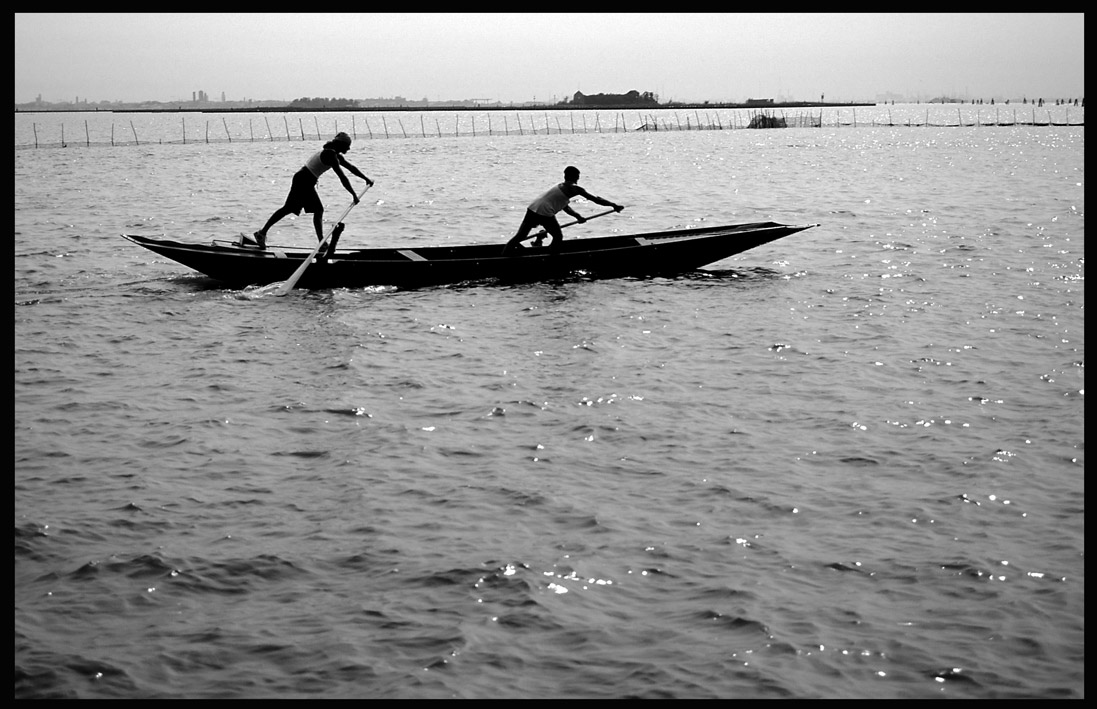
Voga Veneta

### Altri sport
- Pallavolo con la società P.G.S. Hyades, fondata nel 1988, che si occupa ora anche di karate.
- Tiro con l'arco con la società Arcieri del Leon, dalla quale è uscita l'atleta olimpica a Seoul 1988 Giovanna Aldegani, classificatasi 14ª nella finale assoluta.[34]
- A.S.D. bocciofila Lidense vicino al palazzo del Casinò, nata nel 1919.
- Vi sono tre società tennistiche: T.C. Ca' del Moro (che milita in serie B), T.C. Venezia e T.C. Lido.
- Il Circolo ippico veneziano San Marco, nato nel 1960, e il nuovissimo Circolo ippico Lido del 2007.
- Vicino al quartiere di Città Giardino c'è un campo da rugby, dove gioca il Rugby Lido Venezia che milita in serie C.
- A.S.D. Hockey Club Venezia svolge pattinaggio artistico a rotelle e pattinaggio di velocità a rotelle.
- A.V.L. (Associazione Velica Lido) circolo velico e la sezione veneziana della Lega navale italiana in località Terre Perse.
- In località Ca' Bianca si trova la piscina "Antonio Marceglia" per la pratica del nuoto. La piscina è gestita dalla società Ranazzurra Lido.
- Circolo del bridge Nino Marcon.
- Il tiro a segno viene svolto nella societa TSN Venezia in zona San Nicolò.
- Vengono praticate con frequenza la pesca sportiva e le immersioni subacquee.
- Il golf viene praticato presso il Circolo Golf Venezia, nato nel 1928 e dotato di un campo a 18 buche, costruito su una parte del forte degli Alberoni.[4]
- Presso l'aeroporto di Venezia-Lido ha sede l'Aeroclub Giannino Ancillotto.

## Galleria d'immagini

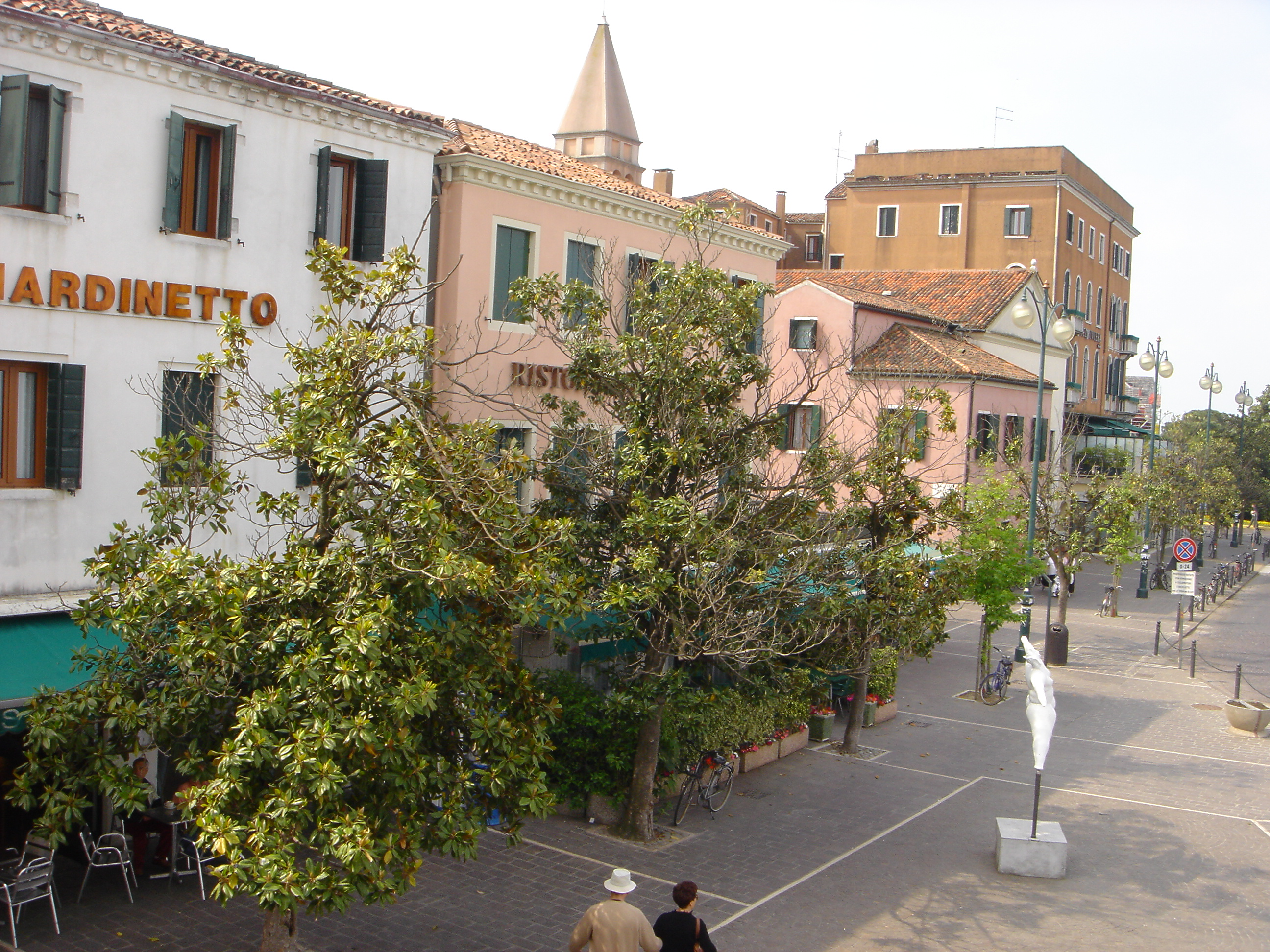
Piazzale Santa Maria Elisabetta
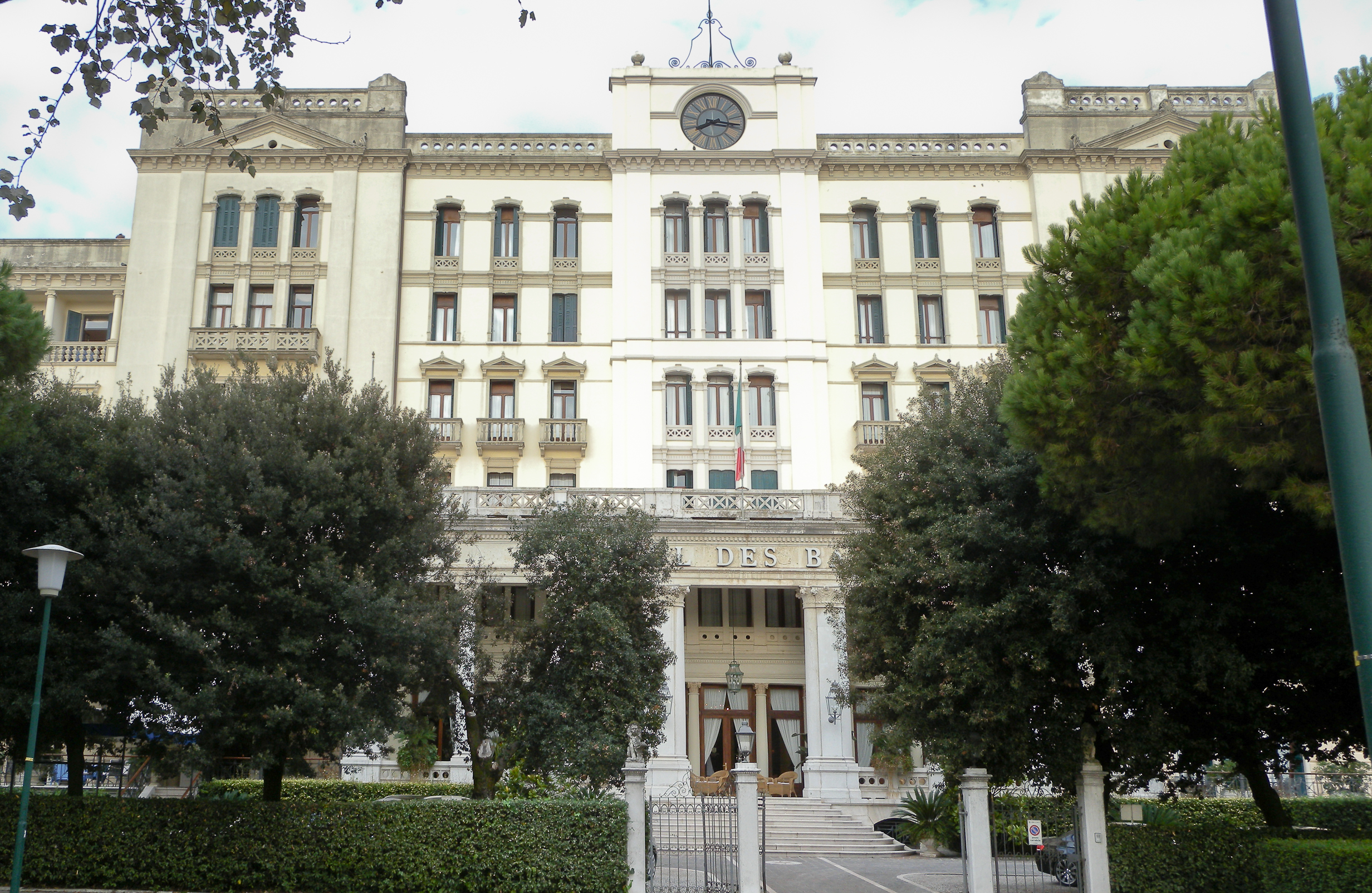
Hotel des Bains
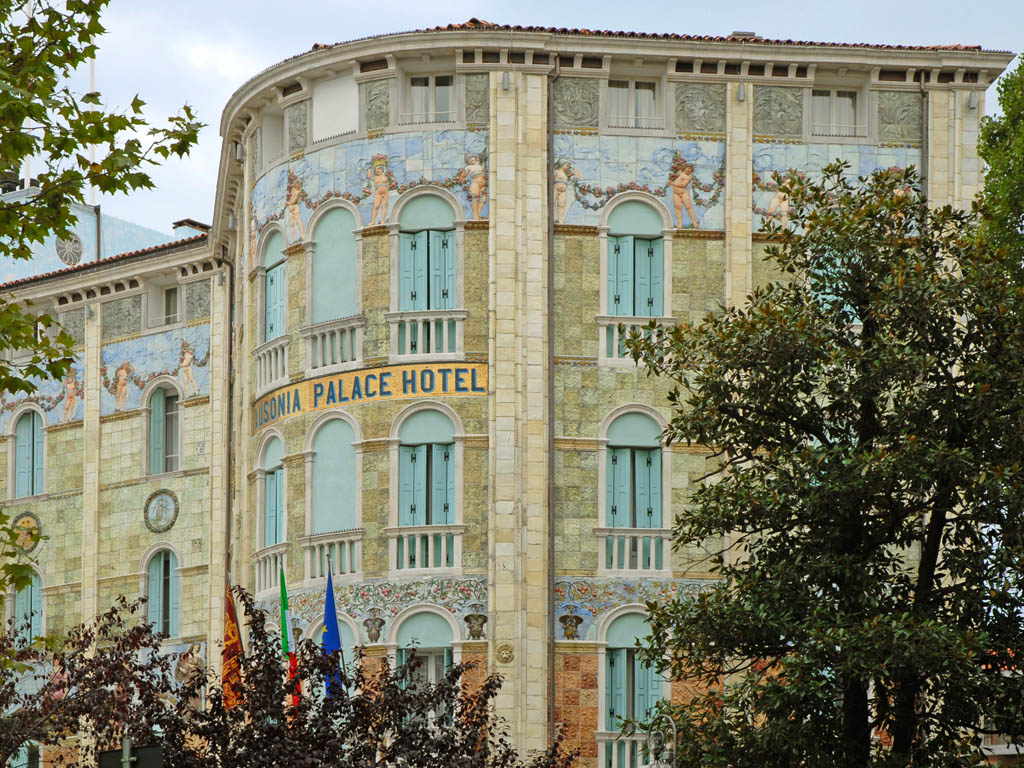
Hotel Hungaria Ausonia
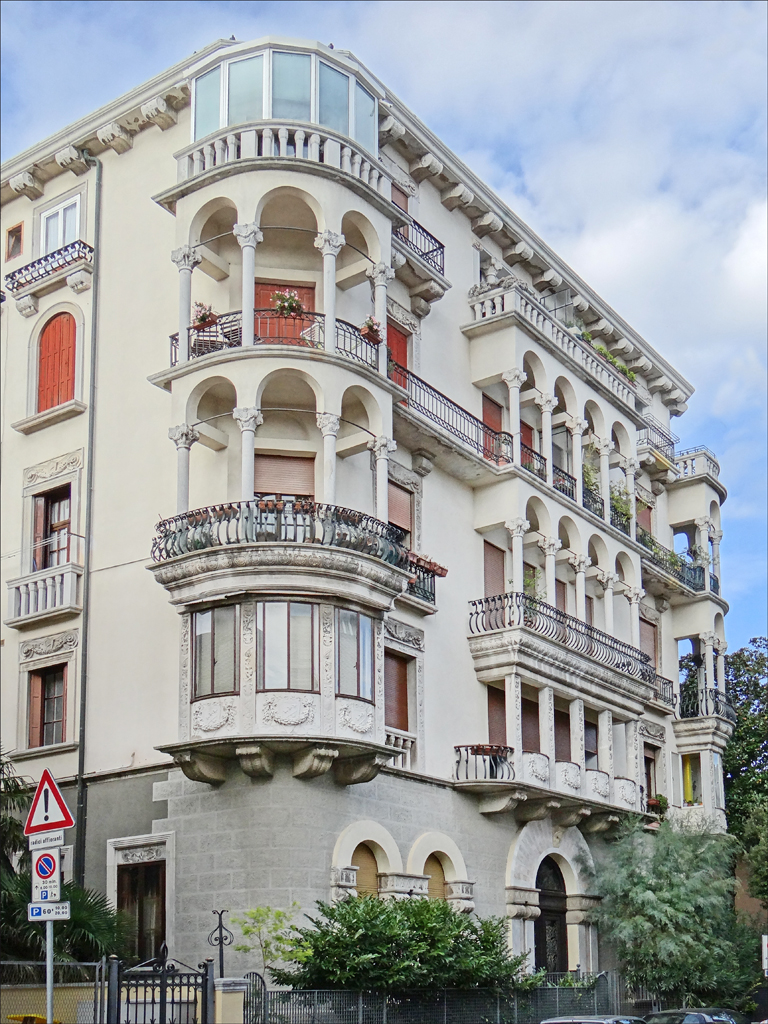
Casa Licia
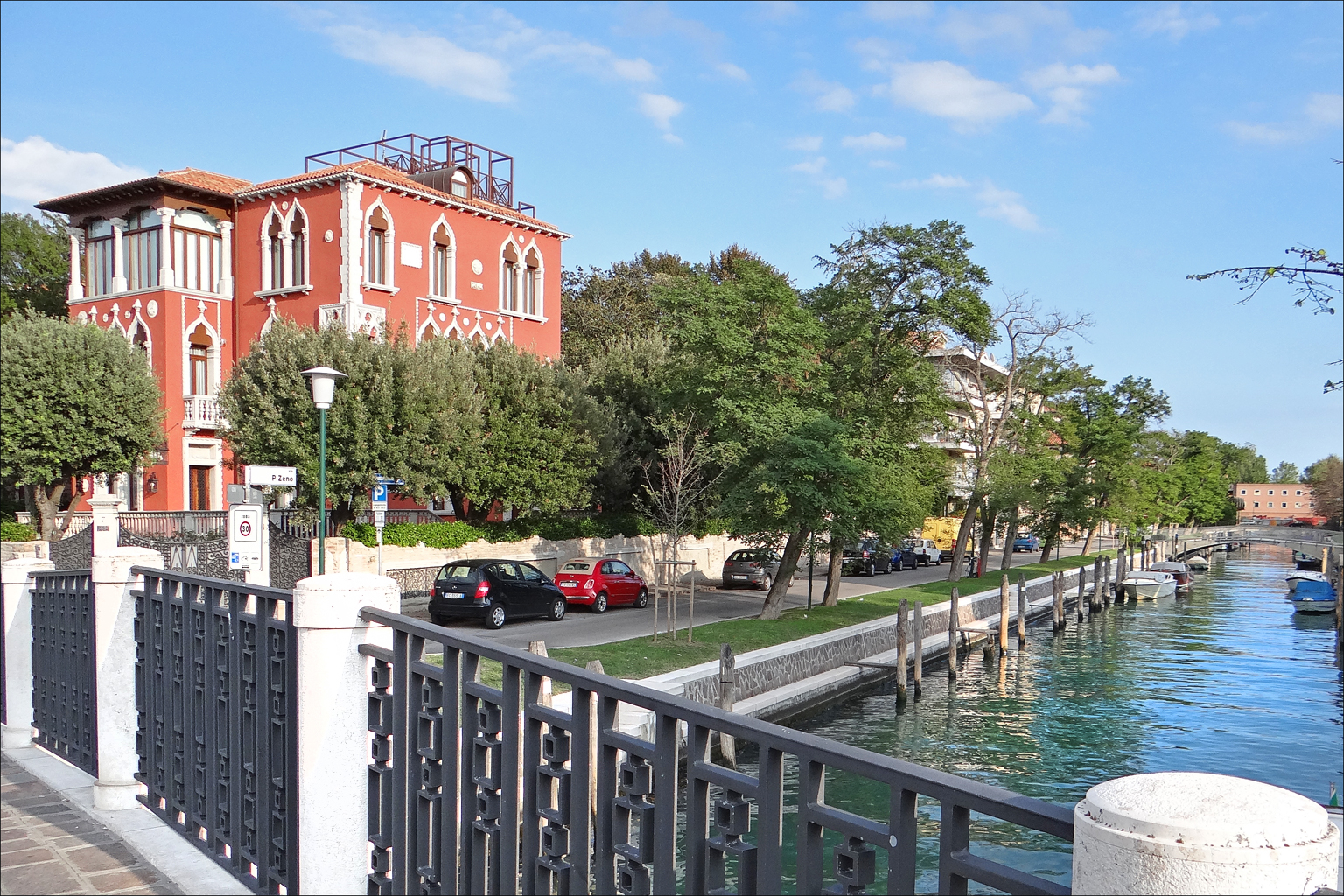
Villa Bianca
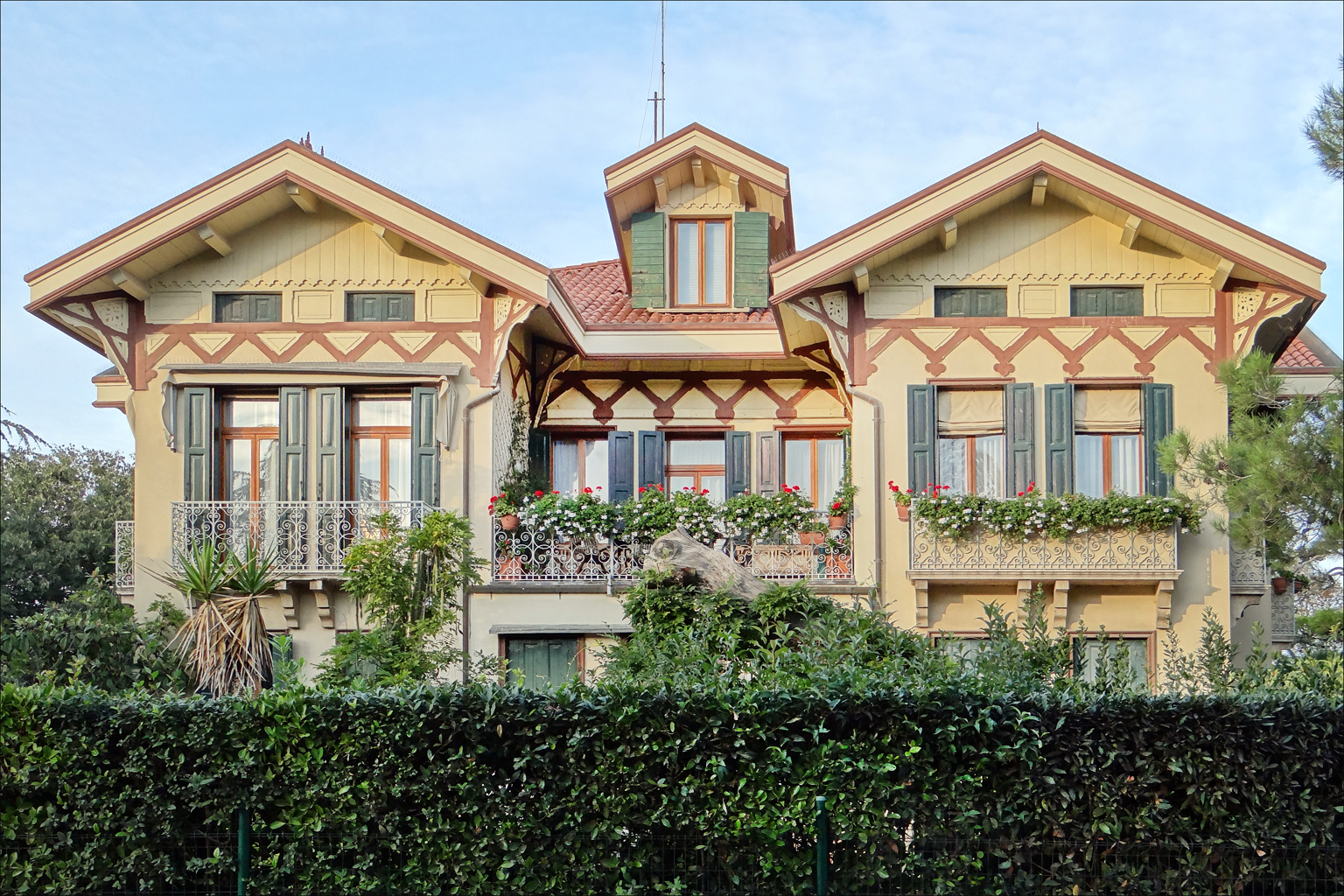
Villa Elena
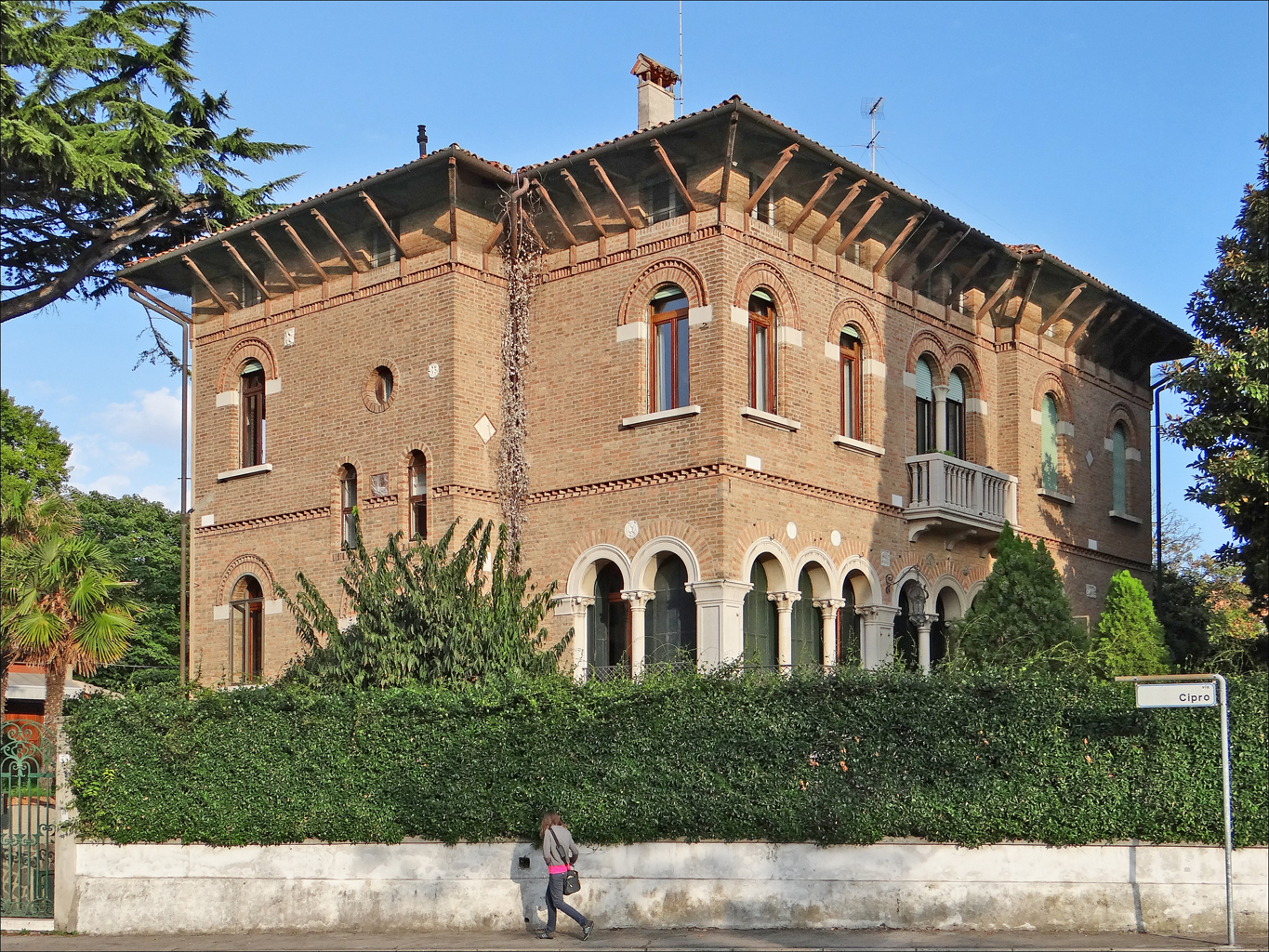
Villa Lombardi
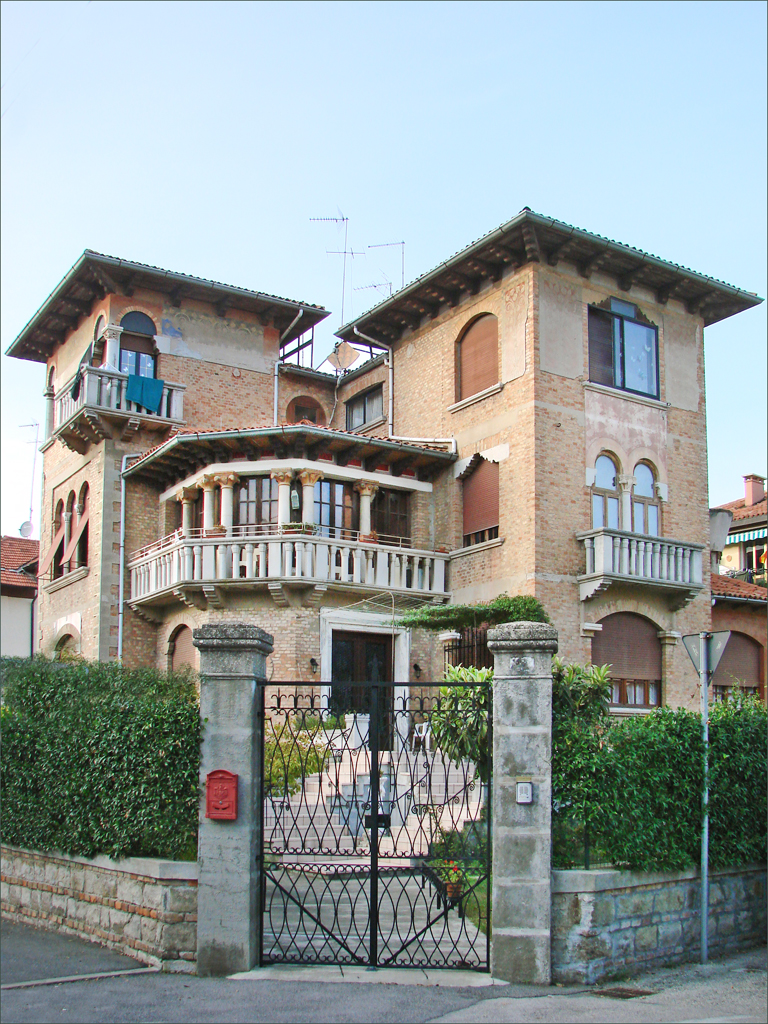
Villa Anita
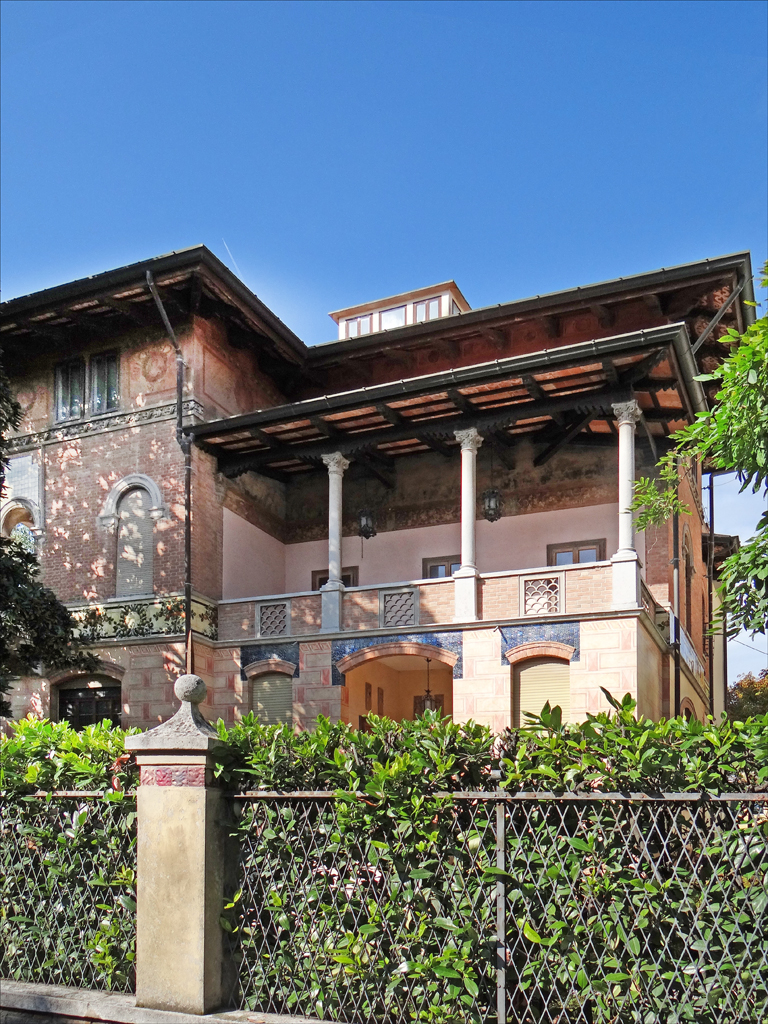
Villa Gemma
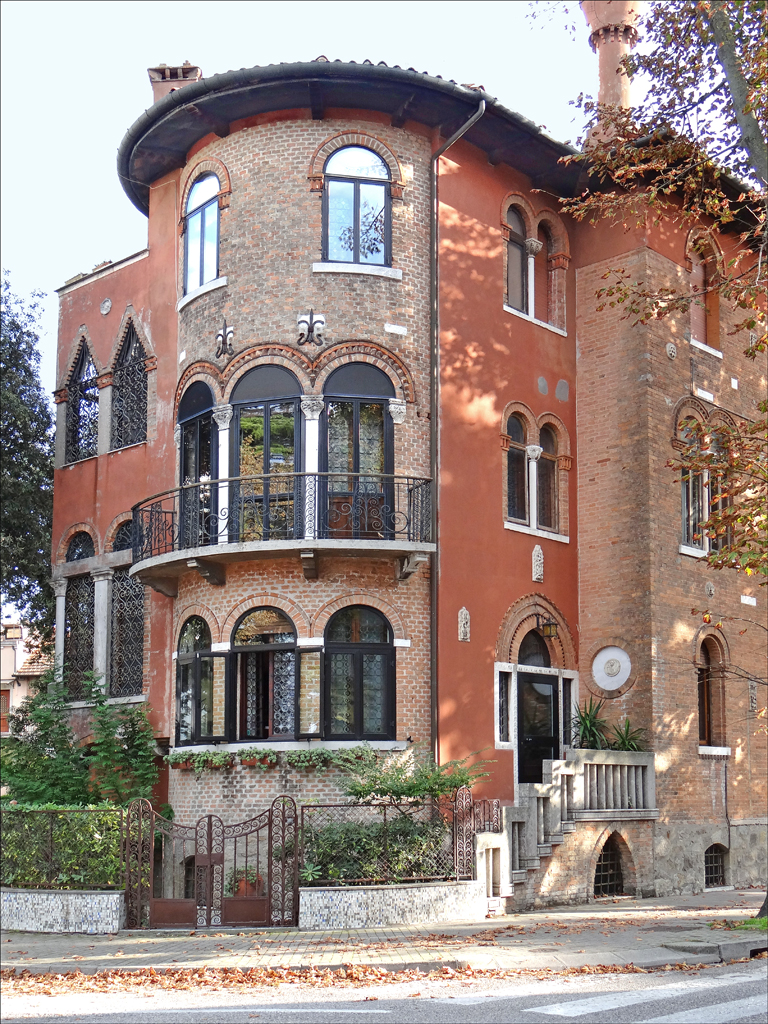
Villa Perez
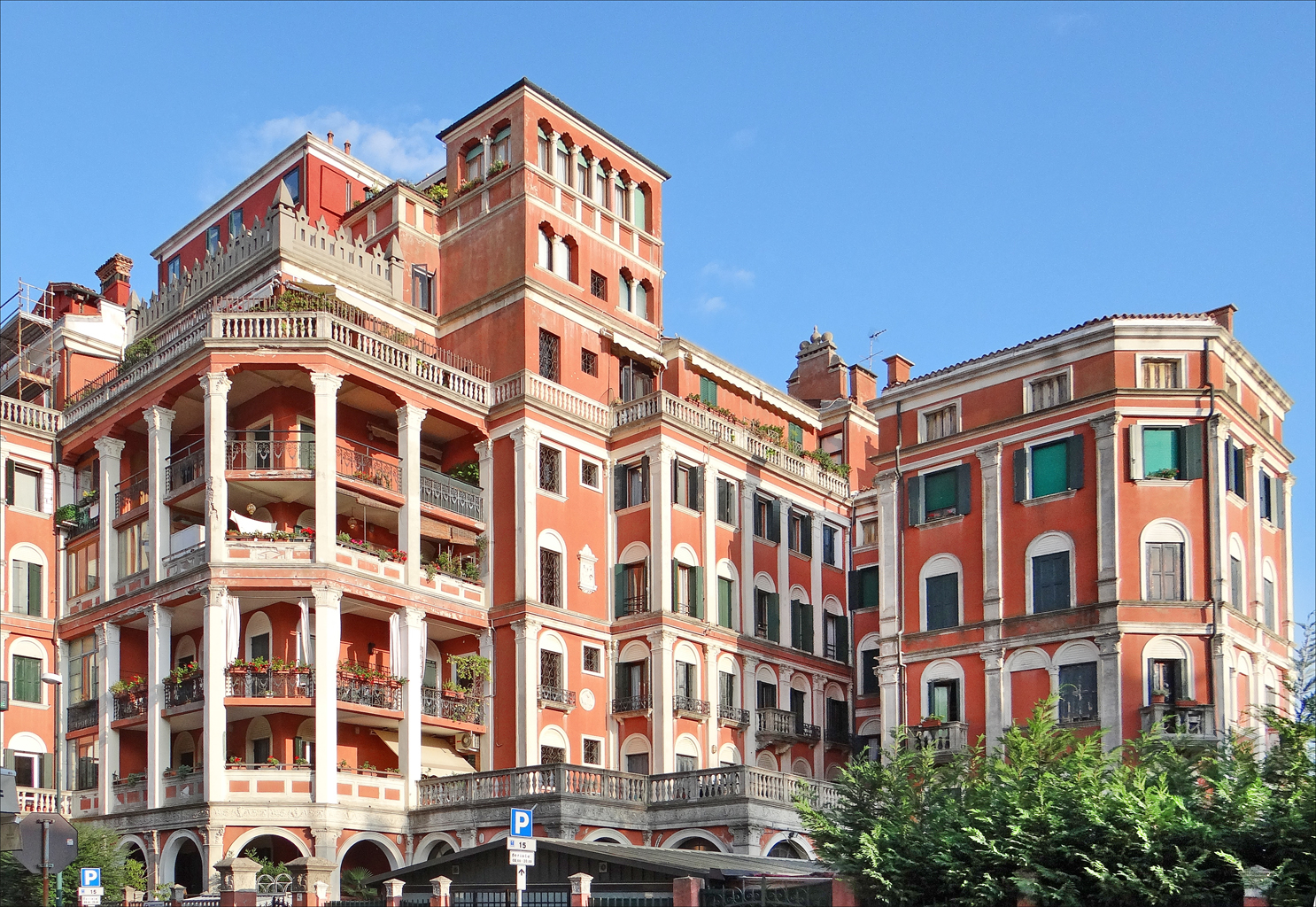
Ex albergo Grande Italia
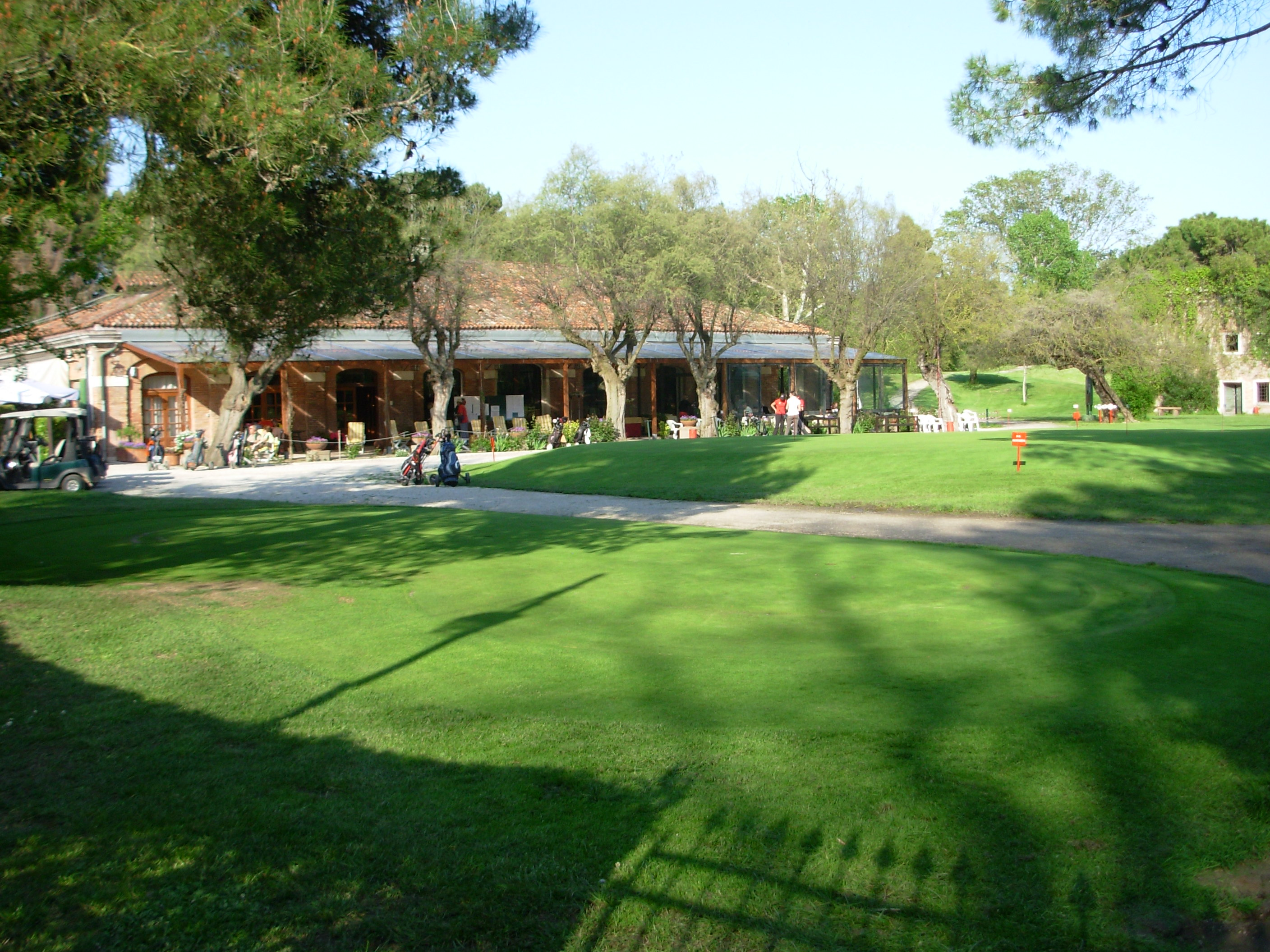
Circolo Golf Venezia (Alberoni)
Torri degli Alberoni
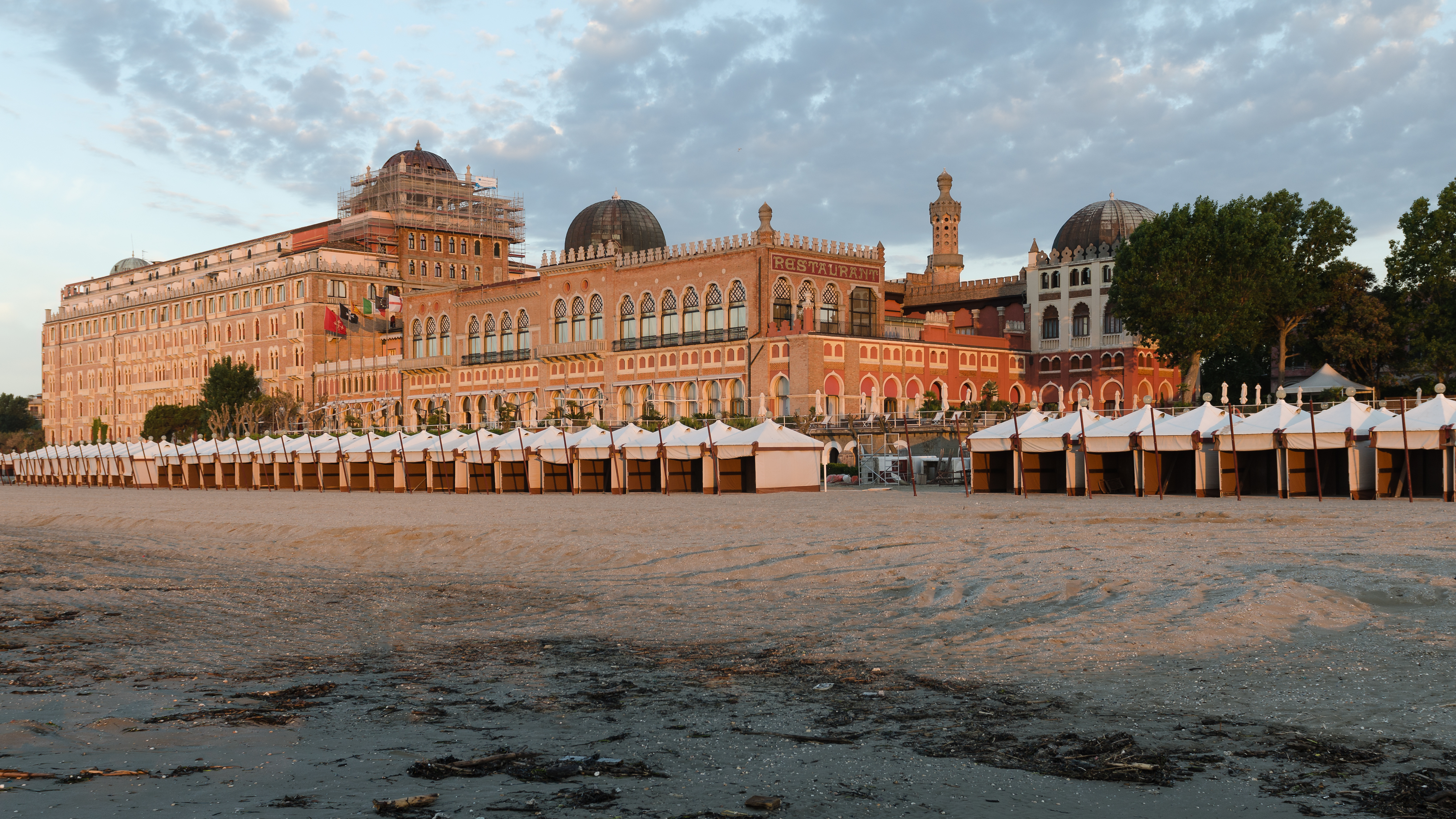
Hotel Excelsior